# Protalcis sutschania
Protalcis sutschania är en fjärilsart som beskrevs av Eugen Wehrli 1943. Protalcis sutschania ingår i släktet Protalcis och familjen mätare. Inga underarter finns listade i Catalogue of Life.